# آبخیزه
ابخیزه روستایی در دهستان بالاولایت بخش بالا ولایت شهرستان باخرز استان خراسان رضوی ایران است.

## جمعیت
بر پایه سرشماری عمومی نفوس و مسکن در سال ۱۳۹۰ جمعیت این روستا ۷۲۶ نفر (در ۲۰۸ خانوار) بوده است.